# Strade Bianche 2023
Strade Bianche 2023 var den 17. udgave af det italienske cykelløb Strade Bianche. Det 184 km lange linjeløb blev kørt den 4. marts 2022 med start og mål i Siena i det sydlige Toscana. Det indeholdte 11 sektorer med grusvej. Løbet var femte arrangement på UCI World Tour 2023.
Britiske Tom Pidcock fra Ineos Grenadiers kom alene til mål, og vandt med 20 sekunders forspring til Valentin Madouas fra Groupama-FDJ.

## Resultater
| \| Samlede stilling \| Samlede stilling \| Samlede stilling \| Samlede stilling \| Samlede stilling \| \| Rytter \| Rytter \| Hold \| Tid \| \| \| ---------------- \| -------------------- \| ------------------------ \| ---------------- \| ---------------- \| \| 1. \| Tom Pidcock \| Ineos Grenadiers \| 4t 31' 41" \| \| \| 2. \| Valentin Madouas \| Groupama-FDJ \| + 20" \| \| \| 3. \| Tiesj Benoot \| Jumbo-Visma \| + 22" \| \| \| 4. \| Rui Costa \| Intermarché-Circus-Wanty \| + 23" \| \| \| 5. \| Attila Valter \| Jumbo-Visma \| + 23" \| \| \| 6. \| Matej Mohorič \| Bahrain Victorious \| + 34" \| \| \| 7. \| Pello Bilbao \| Bahrain Victorious \| + 1' 04" \| \| \| 8. \| Romain Grégoire \| Groupama-FDJ \| + 1' 18" \| \| \| 9. \| Davide Formolo \| UAE Team Emirates \| + 1' 23" \| \| \| 10. \| Andreas Kron \| Lotto Dstny \| + 1' 35" \| \| \| 11. \| Aleksej Lutsenko \| Astana Qazaqstan Team \| + 1' 44" \| \| \| 12. \| Quinn Simmons \| Trek-Segafredo \| + 2' 26" \| \| \| 13. \| Tim Wellens \| UAE Team Emirates \| + 2' 26" \| \| \| 14. \| Diego Ulissi \| UAE Team Emirates \| + 2' 26" \| \| \| 15. \| Mathieu van der Poel \| Alpecin-Deceuninck \| + 2' 26" \| \| \| 16. \| Alex Aranburu \| Movistar Team \| + 2' 26" \| \| \| 17. \| Toms Skujiņš \| Trek-Segafredo \| + 2' 26" \| \| \| 18. \| Michał Kwiatkowski \| Ineos Grenadiers \| + 2' 26" \| \| \| 19. \| Thibaut Pinot \| Groupama-FDJ \| + 2' 26" \| \| \| 20. \| Warren Barguil \| Arkéa-Samsic \| + 2' 26" \| \| |                      |                          |            |
| |                      |                          |            |
| Kilde: ProCyclingStats |                      |                          |            |
| Samlede stilling |                      |                          |            |
| Rytter | Rytter               | Hold                     | Tid        |
| 1. | Tom Pidcock          | Ineos Grenadiers         | 4t 31' 41" |
| 2. | Valentin Madouas     | Groupama-FDJ             | + 20"      |
| 3. | Tiesj Benoot         | Jumbo-Visma              | + 22"      |
| 4. | Rui Costa            | Intermarché-Circus-Wanty | + 23"      |
| 5. | Attila Valter        | Jumbo-Visma              | + 23"      |
| 6. | Matej Mohorič        | Bahrain Victorious       | + 34"      |
| 7. | Pello Bilbao         | Bahrain Victorious       | + 1' 04"   |
| 8. | Romain Grégoire      | Groupama-FDJ             | + 1' 18"   |
| 9. | Davide Formolo       | UAE Team Emirates        | + 1' 23"   |
| 10. | Andreas Kron         | Lotto Dstny              | + 1' 35"   |
| 11. | Aleksej Lutsenko     | Astana Qazaqstan Team    | + 1' 44"   |
| 12. | Quinn Simmons        | Trek-Segafredo           | + 2' 26"   |
| 13. | Tim Wellens          | UAE Team Emirates        | + 2' 26"   |
| 14. | Diego Ulissi         | UAE Team Emirates        | + 2' 26"   |
| 15. | Mathieu van der Poel | Alpecin-Deceuninck       | + 2' 26"   |
| 16. | Alex Aranburu        | Movistar Team            | + 2' 26"   |
| 17. | Toms Skujiņš         | Trek-Segafredo           | + 2' 26"   |
| 18. | Michał Kwiatkowski   | Ineos Grenadiers         | + 2' 26"   |
| 19. | Thibaut Pinot        | Groupama-FDJ             | + 2' 26"   |
| 20. | Warren Barguil       | Arkéa-Samsic             | + 2' 26"   |

## Hold og ryttere
| UCI WorldTeams (18)- AG2R Citroën Team - Alpecin-Deceuninck - Astana Qazaqstan Team - Bahrain Victorious - Bora-Hansgrohe - Cofidis - EF Education-EasyPost - Groupama-FDJ - Ineos Grenadiers - Intermarché-Circus-Wanty - Jumbo-Visma - Movistar Team - Soudal Quick-Step - Arkéa-Samsic - Team Jayco AlUla - Team DSM - Trek-Segafredo - UAE Team Emirates UCI ProTeams (7)- Eolo-Kometa - Green Project-Bardiani CSF-Faizanè - Israel-Premier Tech - Lotto Dstny - Q36.5 Pro Cycling Team - TotalEnergies - Tudor Pro Cycling Team |
| |

### Danske ryttere
| Danske ryttere på startlisten |                         |                       |           |
| Rygnummer                     | Rytter                  | Hold                  | Placering |
| 63                            | Mikkel Honoré           | EF Education-EasyPost | 66        |
| 127                           | Mads Würtz Schmidt      | Israel-Premier Tech   | DNF       |
| 141                           | Andreas Kron            | Lotto Dstny           | 10        |
| 175                           | Casper Pedersen         | Soudal Quick-Step     | 88        |
| 205                           | Christopher Juul-Jensen | Team Jayco AlUla      | 99        |
| 224                           | Asbjørn Hellemose       | Trek-Segafredo        | 63        |

* DNF = gennemførte ikke

* DNS = stillede ikke til start

### Startliste
| Alpecin-Deceuninck ADC | Alpecin-Deceuninck ADC      | Alpecin-Deceuninck ADC |
| ---------------------- | --------------------------- | ---------------------- |
| Nr.                    | Rytter                      | Placering              |
| 1                      | Mathieu van der Poel (NED)  | 14.                    |
| 2                      | Sam Gaze (NZL)              | 84.                    |
| 3                      | Michael Gogl (AUT)          | 66.                    |
| 4                      | Oscar Riesebeek (NED)       | 126.                   |
| 5                      | Robert Stannard (AUS)       | 50.                    |
| 6                      | Fabio Van den Bossche (BEL) | 128.                   |
| 7                      | Gianni Vermeersch (BEL)     | 21.                    |

| AG2R Citroën Team ACT | AG2R Citroën Team ACT        | AG2R Citroën Team ACT |
| --------------------- | ---------------------------- | --------------------- |
| Nr.                   | Rytter                       | Placering             |
| 11                    | Greg Van Avermaet (BEL)      | 44.                   |
| 12                    | Valentin Paret-Peintre (FRA) | DNF                   |
| 13                    | Nans Peters (FRA)            | 56.                   |
| 14                    | Valentin Retailleau (FRA)    | DNF                   |
| 15                    | Michael Schär (SUI)          | 89.                   |
| 16                    | Andrea Vendrame (ITA)        | DNF                   |
| 17                    | Clément Venturini (FRA)      | 43.                   |

| Astana Qazaqstan Team AST | Astana Qazaqstan Team AST | Astana Qazaqstan Team AST |
| ------------------------- | ------------------------- | ------------------------- |
| Nr.                       | Rytter                    | Placering                 |
| 21                        | Aleksej Lutsenko (KAZ)    | 11.                       |
| 22                        | Aljaksandr Rabusjenka     | HD                        |
| 23                        | Manuele Boaro (ITA)       | DNF                       |
| 24                        | Jevgenij Fedorov (KAZ)    | DNS                       |
| 25                        | Antonio Nibali (ITA)      | DNF                       |
| 26                        | Leonardo Basso (ITA)      | 125.                      |
| 27                        | Simone Velasco (ITA)      | 90.                       |

| Bahrain Victorious TBV | Bahrain Victorious TBV    | Bahrain Victorious TBV |
| ---------------------- | ------------------------- | ---------------------- |
| Nr.                    | Rytter                    | Placering              |
| 31                     | Pello Bilbao (ESP)        | 7.                     |
| 32                     | Matevž Govekar (SLO)      | 106.                   |
| 33                     | Fran Miholjević (CRO)     | DNF                    |
| 34                     | Matej Mohorič (SLO)       | 6.                     |
| 35                     | Andrea Pasqualon (ITA)    | 48.                    |
| 36                     | Rainer Kepplinger (AUT)   | 47.                    |
| 37                     | Hermann Pernsteiner (AUT) | 45.                    |

| Bora-Hansgrohe BOH | Bora-Hansgrohe BOH     | Bora-Hansgrohe BOH |
| ------------------ | ---------------------- | ------------------ |
| Nr.                | Rytter                 | Placering          |
| 41                 | Sergio Higuita (COL)   | 37.                |
| 42                 | Cesare Benedetti (POL) | DNF                |
| 43                 | Patrick Gamper (AUT)   | DNF                |
| 44                 | Lennard Kämna (GER)    | 28.                |
| 45                 | Patrick Konrad (AUT)   | 23.                |
| 46                 | Ide Schelling (NED)    | 107.               |
| 47                 | Aleksandr Vlasov       | 25.                |

| Cofidis COF | Cofidis COF           | Cofidis COF |
| ----------- | --------------------- | ----------- |
| Nr.         | Rytter                | Placering   |
| 51          | Axel Zingle (FRA)     | 53.         |
| 52          | André Carvalho (POR)  | 112.        |
| 53          | Thomas Champion (FRA) | DNF         |
| 54          | Eddy Finé (FRA)       | 96.         |
| 55          | Jonathan Lastra (ESP) | 83.         |
| 56          | Axel Mariault (FRA)   | 102.        |
| 57          | Harrison Wood (GBR)   | 46.         |

| EF Education-EasyPost EFE | EF Education-EasyPost EFE | EF Education-EasyPost EFE |
| ------------------------- | ------------------------- | ------------------------- |
| Nr.                       | Rytter                    | Placering                 |
| 61                        | Alberto Bettiol (ITA)     | DNF                       |
| 62                        | Andrey Amador (CRC)       | DNF                       |
| 63                        | Julius van den Berg (NED) | 82.                       |
| 64                        | Mikkel Honoré (DEN)       | 65.                       |
| 65                        | Jens Keukeleire (BEL)     | 92.                       |
| 66                        | Sean Quinn (USA)          | 34.                       |
| 67                        | James Shaw (GBR)          | 26.                       |

| Eolo-Kometa EOK | Eolo-Kometa EOK         | Eolo-Kometa EOK |
| --------------- | ----------------------- | --------------- |
| Nr.             | Rytter                  | Placering       |
| 71              | Erik Fetter (HUN)       | 74.             |
| 72              | Simone Bevilacqua (ITA) | DNF             |
| 73              | Andrea Garosio (ITA)    | HD              |
| 74              | Mirco Maestri (ITA)     | 88.             |
| 75              | Andrea Pietrobon (ITA)  | DNF             |
| 76              | Samuele Rivi (ITA)      | DNF             |
| 77              | Diego Sevilla (ESP)     | 109.            |

| Green Project-Bardiani CSF-Faizanè BCF | Green Project-Bardiani CSF-Faizanè BCF | Green Project-Bardiani CSF-Faizanè BCF |
| -------------------------------------- | -------------------------------------- | -------------------------------------- |
| Nr.                                    | Rytter                                 | Placering                              |
| 81                                     | Luca Colnaghi (ITA)                    | 108.                                   |
| 82                                     | Davide Gabburo (ITA)                   | 61.                                    |
| 83                                     | Alex Tolio (ITA)                       | 81.                                    |
| 84                                     | Riccardo Lucca (ITA)                   | 118.                                   |
| 85                                     | Filippo Magli (ITA)                    | 110.                                   |
| 86                                     | Alessandro Tonelli (ITA)               | DNF                                    |
| 87                                     | Samuele Zoccarato (ITA)                | 121.                                   |

| Groupama-FDJ GFC | Groupama-FDJ GFC       | Groupama-FDJ GFC |
| ---------------- | ---------------------- | ---------------- |
| Nr.              | Rytter                 | Placering        |
| 91               | Thibaut Pinot (FRA)    | 18.              |
| 92               | Lewis Askey (GBR)      | 93.              |
| 93               | Romain Grégoire (FRA)  | 8.               |
| 94               | Olivier Le Gac (FRA)   | 64.              |
| 95               | Valentin Madouas (FRA) | 2.               |
| 96               | Quentin Pacher (FRA)   | 59.              |
| 97               | Fabian Lienhard (SUI)  | 120.             |

| Ineos Grenadiers IGD | Ineos Grenadiers IGD              | Ineos Grenadiers IGD |
| -------------------- | --------------------------------- | -------------------- |
| Nr.                  | Rytter                            | Placering            |
| 101                  | Tom Pidcock (GBR)                 | 1.                   |
| 102                  | Laurens De Plus (BEL)             | 24.                  |
| 103                  | Michał Kwiatkowski (POL)          | 17.                  |
| 104                  | Brandon Rivera (COL)              | 60.                  |
| 105                  | Carlos Rodríguez (ESP) (landevej) | DNF                  |
| 106                  | Magnus Sheffield (USA)            | 55.                  |
| 107                  | Ben Tulett (GBR)                  | 30.                  |

| Intermarché-Circus-Wanty ICW | Intermarché-Circus-Wanty ICW | Intermarché-Circus-Wanty ICW |
| ---------------------------- | ---------------------------- | ---------------------------- |
| Nr.                          | Rytter                       | Placering                    |
| 111                          | Rui Costa (POR)              | 4.                           |
| 112                          | Sven Erik Bystrøm (NOR)      | 41.                          |
| 113                          | Rune Herregodts (BEL)        | DNF                          |
| 114                          | Simone Petilli (ITA)         | 32.                          |
| 115                          | Lorenzo Rota (ITA)           | DNF                          |
| 116                          | Laurens Huys (BEL)           | 51.                          |
| 117                          | Georg Zimmermann (GER)       | DNF                          |

| Israel-Premier Tech IPT | Israel-Premier Tech IPT  | Israel-Premier Tech IPT |
| ----------------------- | ------------------------ | ----------------------- |
| Nr.                     | Rytter                   | Placering               |
| 121                     | Omer Goldstein (ISR)     | HD                      |
| 123                     | Simon Clarke (AUS)       | 27.                     |
| 124                     | Derek Gee (CAN)          | HD                      |
| 125                     | Reto Hollenstein (SUI)   | DNF                     |
| 126                     | Krists Neilands (LAT)    | 76.                     |
| 127                     | Mads Würtz Schmidt (DEN) | DNF                     |

| Jumbo-Visma TJV | Jumbo-Visma TJV                | Jumbo-Visma TJV |
| --------------- | ------------------------------ | --------------- |
| Nr.             | Rytter                         | Placering       |
| 131             | Tiesj Benoot (BEL)             | 3.              |
| 132             | Michel Heßmann (GER)           | 73.             |
| 133             | Lennard Hofstede (NED)         | 104.            |
| 134             | Gijs Leemreize (NED)           | HD              |
| 135             | Milan Vader (NED)              | 33.             |
| 136             | Attila Valter (HUN) (landevej) | 5.              |
| 137             | Tosh Van der Sande (BEL)       | 86.             |

| Lotto Dstny LTD | Lotto Dstny LTD          | Lotto Dstny LTD |
| --------------- | ------------------------ | --------------- |
| Nr.             | Rytter                   | Placering       |
| 141             | Andreas Kron (DEN)       | 10.             |
| 142             | Johannes Adamietz (GER)  | DNF             |
| 143             | Arjen Livyns (BEL)       | 94.             |
| 144             | Sylvain Moniquet (BEL)   | 124.            |
| 145             | Mathijs Paasschens (NED) | 113.            |
| 146             | Eduardo Sepúlveda (ARG)  | DNF             |
| 147             | Maxim Van Gils (BEL)     | 22.             |

| Movistar Team MOV | Movistar Team MOV     | Movistar Team MOV |
| ----------------- | --------------------- | ----------------- |
| Nr.               | Rytter                | Placering         |
| 151               | Alex Aranburu (ESP)   | 15.               |
| 152               | Albert Torres (ESP)   | 115.              |
| 153               | Juri Hollmann (GER)   | 71.               |
| 154               | Lluís Mas (ESP)       | 70.               |
| 155               | Nelson Oliveira (POR) | 35.               |
| 156               | Iván Romeo (ESP)      | DNF               |
| 157               | Carlos Verona (ESP)   | 63.               |

| Q36.5 Pro Cycling Team Q36 | Q36.5 Pro Cycling Team Q36 | Q36.5 Pro Cycling Team Q36 |
| -------------------------- | -------------------------- | -------------------------- |
| Nr.                        | Rytter                     | Placering                  |
| 161                        | Negasi Abreha (ETH)        | 114.                       |
| 162                        | Gianluca Brambilla (ITA)   | DNF                        |
| 163                        | Walter Calzoni (ITA)       | 52.                        |
| 164                        | Marcel Camprubí (ESP)      | DNF                        |
| 165                        | Filippo Colombo (SUI)      | 122.                       |
| 166                        | Filippo Conca (ITA)        | 58.                        |
| 167                        | Mark Donovan (GBR)         | DNF                        |

| Soudal Quick-Step SOQ | Soudal Quick-Step SOQ    | Soudal Quick-Step SOQ |
| --------------------- | ------------------------ | --------------------- |
| Nr.                   | Rytter                   | Placering             |
| 171                   | Julian Alaphilippe (FRA) | 42.                   |
| 172                   | Andrea Bagioli (ITA)     | 29.                   |
| 173                   | Davide Ballerini (ITA)   | DNF                   |
| 174                   | Casper Pedersen (DEN)    | 87.                   |
| 175                   | Dries Devenyns (BEL)     | DNF                   |
| 176                   | Pieter Serry (BEL)       | 57.                   |
| 177                   | Mauri Vansevenant (BEL)  | 85.                   |

| Arkéa-Samsic ARK | Arkéa-Samsic ARK        | Arkéa-Samsic ARK |
| ---------------- | ----------------------- | ---------------- |
| Nr.              | Rytter                  | Placering        |
| 181              | Warren Barguil (FRA)    | 19.              |
| 182              | Louis Barré (FRA)       | 117.             |
| 183              | Anthony Delaplace (FRA) | 78.              |
| 184              | Simon Guglielmi (FRA)   | 31.              |
| 185              | Łukasz Owsian (POL)     | HD               |
| 186              | Clément Russo (FRA)     | 97.              |
| 187              | Alessandro Verre (ITA)  | 39.              |

| Team DSM DSM | Team DSM DSM             | Team DSM DSM |
| ------------ | ------------------------ | ------------ |
| Nr.          | Rytter                   | Placering    |
| 191          | Oscar Onley (GBR)        | 40.          |
| 192          | Marco Brenner (GER)      | DNF          |
| 193          | Henri Vandenabeele (BEL) | DNF          |
| 194          | Sean Flynn (GBR)         | 91.          |
| 195          | Harm Vanhoucke (BEL)     | 100.         |
| 196          | Lorenzo Milesi (ITA)     | DNF          |
| 197          | Martijn Tusveld (NED)    | 77.          |

| Team Jayco AlUla JAY | Team Jayco AlUla JAY          | Team Jayco AlUla JAY |
| -------------------- | ----------------------------- | -------------------- |
| Nr.                  | Rytter                        | Placering            |
| 201                  | Filippo Zana (ITA) (landevej) | 20.                  |
| 202                  | Alexandre Balmer (SUI)        | 79.                  |
| 203                  | Alessandro De Marchi (ITA)    | 38.                  |
| 204                  | Felix Engelhardt (GER)        | HD                   |
| 205                  | Christopher Juul-Jensen (DEN) | 98.                  |
| 206                  | Jan Maas (NED)                | 123.                 |
| 207                  | Zdeněk Štybar (CZE)           | 72.                  |

| TotalEnergies TEN | TotalEnergies TEN            | TotalEnergies TEN |
| ----------------- | ---------------------------- | ----------------- |
| Nr.               | Rytter                       | Placering         |
| 211               | Peter Sagan (SVK) (landevej) | 103.              |
| 212               | Maciej Bodnar (POL)          | DNF               |
| 213               | Mathieu Burgaudeau (FRA)     | DNF               |
| 214               | Steff Cras (BEL)             | 36.               |
| 215               | Valentin Ferron (FRA)        | 75.               |
| 216               | Daniel Oss (ITA)             | 127.              |
| 217               | Julien Simon (FRA)           | DNF               |

| Trek-Segafredo TFS | Trek-Segafredo TFS            | Trek-Segafredo TFS |
| ------------------ | ----------------------------- | ------------------ |
| Nr.                | Rytter                        | Placering          |
| 221                | Edward Theuns (BEL)           | 119.               |
| 222                | Dario Cataldo (ITA)           | 116.               |
| 223                | Amanuel Ghebreigzabhier (ERI) | 80.                |
| 224                | Asbjørn Hellemose (DEN)       | 62.                |
| 225                | Markus Hoelgaard (NOR)        | HD                 |
| 226                | Quinn Simmons (USA)           | 12.                |
| 227                | Toms Skujiņš (LAT)            | 16.                |

| Tudor Pro Cycling Team TUD | Tudor Pro Cycling Team TUD      | Tudor Pro Cycling Team TUD |
| -------------------------- | ------------------------------- | -------------------------- |
| Nr.                        | Rytter                          | Placering                  |
| 231                        | Sébastien Reichenbach (SUI)     | 49.                        |
| 232                        | Nils Brun (SUI)                 | 111.                       |
| 233                        | Aloïs Charrin (FRA)             | DNF                        |
| 234                        | Lucas Eriksson (SWE) (landevej) | 54.                        |
| 235                        | Simon Pellaud (SUI)             | 95.                        |
| 236                        | Roland Thalmann (SUI)           | 101.                       |
| 237                        | Yannis Voisard (SUI)            | 67.                        |

| UAE Team Emirates UAD | UAE Team Emirates UAD | UAE Team Emirates UAD |
| --------------------- | --------------------- | --------------------- |
| Nr.                   | Rytter                | Placering             |
| 241                   | Sjoerd Bax (NED)      | 99.                   |
| 242                   | George Bennett (NZL)  | 105.                  |
| 243                   | Alessandro Covi (ITA) | 68.                   |
| 244                   | Davide Formolo (ITA)  | 9.                    |
| 245                   | Brandon McNulty (USA) | 69.                   |
| 246                   | Diego Ulissi (ITA)    | 13.                   |
| 247                   | Tim Wellens (BEL)     | DNF                   |

| Alpecin-Deceuninck ADC | Alpecin-Deceuninck ADC      | Alpecin-Deceuninck ADC |
| ---------------------- | --------------------------- | ---------------------- |
| Nr.                    | Rytter                      | Placering              |
| 1                      | Mathieu van der Poel (NED)  | 14.                    |
| 2                      | Sam Gaze (NZL)              | 84.                    |
| 3                      | Michael Gogl (AUT)          | 66.                    |
| 4                      | Oscar Riesebeek (NED)       | 126.                   |
| 5                      | Robert Stannard (AUS)       | 50.                    |
| 6                      | Fabio Van den Bossche (BEL) | 128.                   |
| 7                      | Gianni Vermeersch (BEL)     | 21.                    |

| AG2R Citroën Team ACT | AG2R Citroën Team ACT        | AG2R Citroën Team ACT |
| --------------------- | ---------------------------- | --------------------- |
| Nr.                   | Rytter                       | Placering             |
| 11                    | Greg Van Avermaet (BEL)      | 44.                   |
| 12                    | Valentin Paret-Peintre (FRA) | DNF                   |
| 13                    | Nans Peters (FRA)            | 56.                   |
| 14                    | Valentin Retailleau (FRA)    | DNF                   |
| 15                    | Michael Schär (SUI)          | 89.                   |
| 16                    | Andrea Vendrame (ITA)        | DNF                   |
| 17                    | Clément Venturini (FRA)      | 43.                   |

| Astana Qazaqstan Team AST | Astana Qazaqstan Team AST | Astana Qazaqstan Team AST |
| ------------------------- | ------------------------- | ------------------------- |
| Nr.                       | Rytter                    | Placering                 |
| 21                        | Aleksej Lutsenko (KAZ)    | 11.                       |
| 22                        | Aljaksandr Rabusjenka     | HD                        |
| 23                        | Manuele Boaro (ITA)       | DNF                       |
| 24                        | Jevgenij Fedorov (KAZ)    | DNS                       |
| 25                        | Antonio Nibali (ITA)      | DNF                       |
| 26                        | Leonardo Basso (ITA)      | 125.                      |
| 27                        | Simone Velasco (ITA)      | 90.                       |

| Bahrain Victorious TBV | Bahrain Victorious TBV    | Bahrain Victorious TBV |
| ---------------------- | ------------------------- | ---------------------- |
| Nr.                    | Rytter                    | Placering              |
| 31                     | Pello Bilbao (ESP)        | 7.                     |
| 32                     | Matevž Govekar (SLO)      | 106.                   |
| 33                     | Fran Miholjević (CRO)     | DNF                    |
| 34                     | Matej Mohorič (SLO)       | 6.                     |
| 35                     | Andrea Pasqualon (ITA)    | 48.                    |
| 36                     | Rainer Kepplinger (AUT)   | 47.                    |
| 37                     | Hermann Pernsteiner (AUT) | 45.                    |

| Bora-Hansgrohe BOH | Bora-Hansgrohe BOH     | Bora-Hansgrohe BOH |
| ------------------ | ---------------------- | ------------------ |
| Nr.                | Rytter                 | Placering          |
| 41                 | Sergio Higuita (COL)   | 37.                |
| 42                 | Cesare Benedetti (POL) | DNF                |
| 43                 | Patrick Gamper (AUT)   | DNF                |
| 44                 | Lennard Kämna (GER)    | 28.                |
| 45                 | Patrick Konrad (AUT)   | 23.                |
| 46                 | Ide Schelling (NED)    | 107.               |
| 47                 | Aleksandr Vlasov       | 25.                |

| Cofidis COF | Cofidis COF           | Cofidis COF |
| ----------- | --------------------- | ----------- |
| Nr.         | Rytter                | Placering   |
| 51          | Axel Zingle (FRA)     | 53.         |
| 52          | André Carvalho (POR)  | 112.        |
| 53          | Thomas Champion (FRA) | DNF         |
| 54          | Eddy Finé (FRA)       | 96.         |
| 55          | Jonathan Lastra (ESP) | 83.         |
| 56          | Axel Mariault (FRA)   | 102.        |
| 57          | Harrison Wood (GBR)   | 46.         |

| EF Education-EasyPost EFE | EF Education-EasyPost EFE | EF Education-EasyPost EFE |
| ------------------------- | ------------------------- | ------------------------- |
| Nr.                       | Rytter                    | Placering                 |
| 61                        | Alberto Bettiol (ITA)     | DNF                       |
| 62                        | Andrey Amador (CRC)       | DNF                       |
| 63                        | Julius van den Berg (NED) | 82.                       |
| 64                        | Mikkel Honoré (DEN)       | 65.                       |
| 65                        | Jens Keukeleire (BEL)     | 92.                       |
| 66                        | Sean Quinn (USA)          | 34.                       |
| 67                        | James Shaw (GBR)          | 26.                       |

| Eolo-Kometa EOK | Eolo-Kometa EOK         | Eolo-Kometa EOK |
| --------------- | ----------------------- | --------------- |
| Nr.             | Rytter                  | Placering       |
| 71              | Erik Fetter (HUN)       | 74.             |
| 72              | Simone Bevilacqua (ITA) | DNF             |
| 73              | Andrea Garosio (ITA)    | HD              |
| 74              | Mirco Maestri (ITA)     | 88.             |
| 75              | Andrea Pietrobon (ITA)  | DNF             |
| 76              | Samuele Rivi (ITA)      | DNF             |
| 77              | Diego Sevilla (ESP)     | 109.            |

| Green Project-Bardiani CSF-Faizanè BCF | Green Project-Bardiani CSF-Faizanè BCF | Green Project-Bardiani CSF-Faizanè BCF |
| -------------------------------------- | -------------------------------------- | -------------------------------------- |
| Nr.                                    | Rytter                                 | Placering                              |
| 81                                     | Luca Colnaghi (ITA)                    | 108.                                   |
| 82                                     | Davide Gabburo (ITA)                   | 61.                                    |
| 83                                     | Alex Tolio (ITA)                       | 81.                                    |
| 84                                     | Riccardo Lucca (ITA)                   | 118.                                   |
| 85                                     | Filippo Magli (ITA)                    | 110.                                   |
| 86                                     | Alessandro Tonelli (ITA)               | DNF                                    |
| 87                                     | Samuele Zoccarato (ITA)                | 121.                                   |

| Groupama-FDJ GFC | Groupama-FDJ GFC       | Groupama-FDJ GFC |
| ---------------- | ---------------------- | ---------------- |
| Nr.              | Rytter                 | Placering        |
| 91               | Thibaut Pinot (FRA)    | 18.              |
| 92               | Lewis Askey (GBR)      | 93.              |
| 93               | Romain Grégoire (FRA)  | 8.               |
| 94               | Olivier Le Gac (FRA)   | 64.              |
| 95               | Valentin Madouas (FRA) | 2.               |
| 96               | Quentin Pacher (FRA)   | 59.              |
| 97               | Fabian Lienhard (SUI)  | 120.             |

| Ineos Grenadiers IGD | Ineos Grenadiers IGD              | Ineos Grenadiers IGD |
| -------------------- | --------------------------------- | -------------------- |
| Nr.                  | Rytter                            | Placering            |
| 101                  | Tom Pidcock (GBR)                 | 1.                   |
| 102                  | Laurens De Plus (BEL)             | 24.                  |
| 103                  | Michał Kwiatkowski (POL)          | 17.                  |
| 104                  | Brandon Rivera (COL)              | 60.                  |
| 105                  | Carlos Rodríguez (ESP) (landevej) | DNF                  |
| 106                  | Magnus Sheffield (USA)            | 55.                  |
| 107                  | Ben Tulett (GBR)                  | 30.                  |

| Intermarché-Circus-Wanty ICW | Intermarché-Circus-Wanty ICW | Intermarché-Circus-Wanty ICW |
| ---------------------------- | ---------------------------- | ---------------------------- |
| Nr.                          | Rytter                       | Placering                    |
| 111                          | Rui Costa (POR)              | 4.                           |
| 112                          | Sven Erik Bystrøm (NOR)      | 41.                          |
| 113                          | Rune Herregodts (BEL)        | DNF                          |
| 114                          | Simone Petilli (ITA)         | 32.                          |
| 115                          | Lorenzo Rota (ITA)           | DNF                          |
| 116                          | Laurens Huys (BEL)           | 51.                          |
| 117                          | Georg Zimmermann (GER)       | DNF                          |

| Israel-Premier Tech IPT | Israel-Premier Tech IPT  | Israel-Premier Tech IPT |
| ----------------------- | ------------------------ | ----------------------- |
| Nr.                     | Rytter                   | Placering               |
| 121                     | Omer Goldstein (ISR)     | HD                      |
| 123                     | Simon Clarke (AUS)       | 27.                     |
| 124                     | Derek Gee (CAN)          | HD                      |
| 125                     | Reto Hollenstein (SUI)   | DNF                     |
| 126                     | Krists Neilands (LAT)    | 76.                     |
| 127                     | Mads Würtz Schmidt (DEN) | DNF                     |

| Jumbo-Visma TJV | Jumbo-Visma TJV                | Jumbo-Visma TJV |
| --------------- | ------------------------------ | --------------- |
| Nr.             | Rytter                         | Placering       |
| 131             | Tiesj Benoot (BEL)             | 3.              |
| 132             | Michel Heßmann (GER)           | 73.             |
| 133             | Lennard Hofstede (NED)         | 104.            |
| 134             | Gijs Leemreize (NED)           | HD              |
| 135             | Milan Vader (NED)              | 33.             |
| 136             | Attila Valter (HUN) (landevej) | 5.              |
| 137             | Tosh Van der Sande (BEL)       | 86.             |

| Lotto Dstny LTD | Lotto Dstny LTD          | Lotto Dstny LTD |
| --------------- | ------------------------ | --------------- |
| Nr.             | Rytter                   | Placering       |
| 141             | Andreas Kron (DEN)       | 10.             |
| 142             | Johannes Adamietz (GER)  | DNF             |
| 143             | Arjen Livyns (BEL)       | 94.             |
| 144             | Sylvain Moniquet (BEL)   | 124.            |
| 145             | Mathijs Paasschens (NED) | 113.            |
| 146             | Eduardo Sepúlveda (ARG)  | DNF             |
| 147             | Maxim Van Gils (BEL)     | 22.             |

| Movistar Team MOV | Movistar Team MOV     | Movistar Team MOV |
| ----------------- | --------------------- | ----------------- |
| Nr.               | Rytter                | Placering         |
| 151               | Alex Aranburu (ESP)   | 15.               |
| 152               | Albert Torres (ESP)   | 115.              |
| 153               | Juri Hollmann (GER)   | 71.               |
| 154               | Lluís Mas (ESP)       | 70.               |
| 155               | Nelson Oliveira (POR) | 35.               |
| 156               | Iván Romeo (ESP)      | DNF               |
| 157               | Carlos Verona (ESP)   | 63.               |

| Q36.5 Pro Cycling Team Q36 | Q36.5 Pro Cycling Team Q36 | Q36.5 Pro Cycling Team Q36 |
| -------------------------- | -------------------------- | -------------------------- |
| Nr.                        | Rytter                     | Placering                  |
| 161                        | Negasi Abreha (ETH)        | 114.                       |
| 162                        | Gianluca Brambilla (ITA)   | DNF                        |
| 163                        | Walter Calzoni (ITA)       | 52.                        |
| 164                        | Marcel Camprubí (ESP)      | DNF                        |
| 165                        | Filippo Colombo (SUI)      | 122.                       |
| 166                        | Filippo Conca (ITA)        | 58.                        |
| 167                        | Mark Donovan (GBR)         | DNF                        |

| Soudal Quick-Step SOQ | Soudal Quick-Step SOQ    | Soudal Quick-Step SOQ |
| --------------------- | ------------------------ | --------------------- |
| Nr.                   | Rytter                   | Placering             |
| 171                   | Julian Alaphilippe (FRA) | 42.                   |
| 172                   | Andrea Bagioli (ITA)     | 29.                   |
| 173                   | Davide Ballerini (ITA)   | DNF                   |
| 174                   | Casper Pedersen (DEN)    | 87.                   |
| 175                   | Dries Devenyns (BEL)     | DNF                   |
| 176                   | Pieter Serry (BEL)       | 57.                   |
| 177                   | Mauri Vansevenant (BEL)  | 85.                   |

| Arkéa-Samsic ARK | Arkéa-Samsic ARK        | Arkéa-Samsic ARK |
| ---------------- | ----------------------- | ---------------- |
| Nr.              | Rytter                  | Placering        |
| 181              | Warren Barguil (FRA)    | 19.              |
| 182              | Louis Barré (FRA)       | 117.             |
| 183              | Anthony Delaplace (FRA) | 78.              |
| 184              | Simon Guglielmi (FRA)   | 31.              |
| 185              | Łukasz Owsian (POL)     | HD               |
| 186              | Clément Russo (FRA)     | 97.              |
| 187              | Alessandro Verre (ITA)  | 39.              |

| Team DSM DSM | Team DSM DSM             | Team DSM DSM |
| ------------ | ------------------------ | ------------ |
| Nr.          | Rytter                   | Placering    |
| 191          | Oscar Onley (GBR)        | 40.          |
| 192          | Marco Brenner (GER)      | DNF          |
| 193          | Henri Vandenabeele (BEL) | DNF          |
| 194          | Sean Flynn (GBR)         | 91.          |
| 195          | Harm Vanhoucke (BEL)     | 100.         |
| 196          | Lorenzo Milesi (ITA)     | DNF          |
| 197          | Martijn Tusveld (NED)    | 77.          |

| Team Jayco AlUla JAY | Team Jayco AlUla JAY          | Team Jayco AlUla JAY |
| -------------------- | ----------------------------- | -------------------- |
| Nr.                  | Rytter                        | Placering            |
| 201                  | Filippo Zana (ITA) (landevej) | 20.                  |
| 202                  | Alexandre Balmer (SUI)        | 79.                  |
| 203                  | Alessandro De Marchi (ITA)    | 38.                  |
| 204                  | Felix Engelhardt (GER)        | HD                   |
| 205                  | Christopher Juul-Jensen (DEN) | 98.                  |
| 206                  | Jan Maas (NED)                | 123.                 |
| 207                  | Zdeněk Štybar (CZE)           | 72.                  |

| TotalEnergies TEN | TotalEnergies TEN            | TotalEnergies TEN |
| ----------------- | ---------------------------- | ----------------- |
| Nr.               | Rytter                       | Placering         |
| 211               | Peter Sagan (SVK) (landevej) | 103.              |
| 212               | Maciej Bodnar (POL)          | DNF               |
| 213               | Mathieu Burgaudeau (FRA)     | DNF               |
| 214               | Steff Cras (BEL)             | 36.               |
| 215               | Valentin Ferron (FRA)        | 75.               |
| 216               | Daniel Oss (ITA)             | 127.              |
| 217               | Julien Simon (FRA)           | DNF               |

| Trek-Segafredo TFS | Trek-Segafredo TFS            | Trek-Segafredo TFS |
| ------------------ | ----------------------------- | ------------------ |
| Nr.                | Rytter                        | Placering          |
| 221                | Edward Theuns (BEL)           | 119.               |
| 222                | Dario Cataldo (ITA)           | 116.               |
| 223                | Amanuel Ghebreigzabhier (ERI) | 80.                |
| 224                | Asbjørn Hellemose (DEN)       | 62.                |
| 225                | Markus Hoelgaard (NOR)        | HD                 |
| 226                | Quinn Simmons (USA)           | 12.                |
| 227                | Toms Skujiņš (LAT)            | 16.                |

| Tudor Pro Cycling Team TUD | Tudor Pro Cycling Team TUD      | Tudor Pro Cycling Team TUD |
| -------------------------- | ------------------------------- | -------------------------- |
| Nr.                        | Rytter                          | Placering                  |
| 231                        | Sébastien Reichenbach (SUI)     | 49.                        |
| 232                        | Nils Brun (SUI)                 | 111.                       |
| 233                        | Aloïs Charrin (FRA)             | DNF                        |
| 234                        | Lucas Eriksson (SWE) (landevej) | 54.                        |
| 235                        | Simon Pellaud (SUI)             | 95.                        |
| 236                        | Roland Thalmann (SUI)           | 101.                       |
| 237                        | Yannis Voisard (SUI)            | 67.                        |

| UAE Team Emirates UAD | UAE Team Emirates UAD | UAE Team Emirates UAD |
| --------------------- | --------------------- | --------------------- |
| Nr.                   | Rytter                | Placering             |
| 241                   | Sjoerd Bax (NED)      | 99.                   |
| 242                   | George Bennett (NZL)  | 105.                  |
| 243                   | Alessandro Covi (ITA) | 68.                   |
| 244                   | Davide Formolo (ITA)  | 9.                    |
| 245                   | Brandon McNulty (USA) | 69.                   |
| 246                   | Diego Ulissi (ITA)    | 13.                   |
| 247                   | Tim Wellens (BEL)     | DNF                   |